# Mariner 7
Mariner 7, en interplanetarisk rymdsond byggd av den amerikanska rymdflygsstyrelsen NASA, var den sjunde i en serie om 12 planerade sonder (sedermera 10 då de två sista sonderna döptes om till Voyager) i Marinerprogrammet.

## Huvuduppdrag
Sonden sköts upp den 27 mars 1969 med planeten Mars som mål. Väl framme skulle sonden tillsammans med systerfarkosten Mariner 6 utföra en noggrannare undersökning av planeten än föregångaren Mariner 4 hade möjlighet till.

### Fotnoter
1. ↑  ”NASA Space Science Data Coordinated Archive” (på engelska). NASA. https://nssdc.gsfc.nasa.gov/nmc/spacecraft/display.action?id=1969-030A. Läst 24 mars 2020.